# Galeropsis allospora
Galeropsis allospora är en svampart som beskrevs av Singer 1950. Galeropsis allospora ingår i släktet Galeropsis och familjen Bolbitiaceae.   Inga underarter finns listade i Catalogue of Life.